# Vangeli di Ostromir

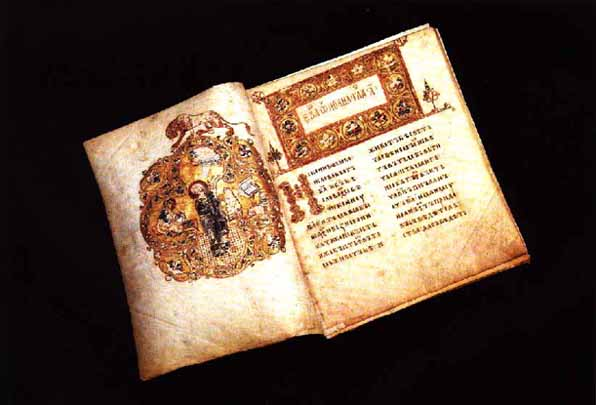
I Vangeli di Ostromir, particolare del Vangelo di San Giovanni, con il ritratto dell'evangelista.

I Vangeli di Ostromir in russo Остромирово Евангелие?, Ostromirovo Evangelie sono una delle opere più antiche scritte in lingua slava orientale. Furono composti dal diacono Gregorio per il Posadnik Ostromir di Novgorod, nel 1056 o 1057, forse come dono per un monastero. Un gran numero di manoscritti russi si sono conservati a Novgorod poiché, a differenza degli altri centri, quest'ultima non fu mai occupata dai Mongoli.
Il libro è un manoscritto miniato, lezionario dei Vangeli, contenente unicamente letture per i giorni festivi e le domeniche.  È scritto in una larga grafia onciale, in due colonne, su 294 fogli di pergamena della dimensione di 20 x 24 cm. Ogni pagina contiene 18 linee. L'opera è conclusa da una nota del redattore riguardante le circostanze della sua creazione. Al proprio interno si possono rinvenire i ritratti di tre evangelisti, dipinti da due differenti artisti, nonché numerosi elementi decorativi. La stretta rassomiglianza tra tale libro e il Lezionario di Mstislav ha suggerito agli storici la circostanza che entrambe le opere furono create seguendo il medesimo prototipo, ora perduto. I due artisti che hanno creato i ritratti degli evangelisti furono profondamente influenzati dagli analoghi modelli bizantini, ma le pagine raffiguranti Marco e Luca sembrerebbero derivare da piastre smaltate bizantine piuttosto che da manoscritti.

## Storia recente
Si pensa che il libro sia stato trasferito da uno dei monasteri di Novgorod al Cremlino moscovita, dove è registrato per la prima volta nel 1701. Pietro il Grande diede ordine fosse trasportato a San Pietroburgo dove non fu fatta più menzione dello stesso fino al 1805, quando lo si rinvenne in una stanza di Caterina II.
I Vangeli furono quindi conservati alla Biblioteca Imperiale della capitale, dove sono ad oggi presenti. Aleksandr Vostokov fu il primo a studiarli a fondo, dimostrando che lo slavo ecclesiastico del manoscritto rifletteva il retroterra linguistico, l'antico slavo orientale, del suo compositore. La prima copia fu pubblicata sotto la supervisione del medesimo Vostokov nel 1843.
Nel 1932 la copertina tempestata di gemme, indusse un ladro a rompere la custodia ove era contenuta l'opera e a rimuoverne la copertina danneggiando la rilegatura delle pergamene.